# جام نستور

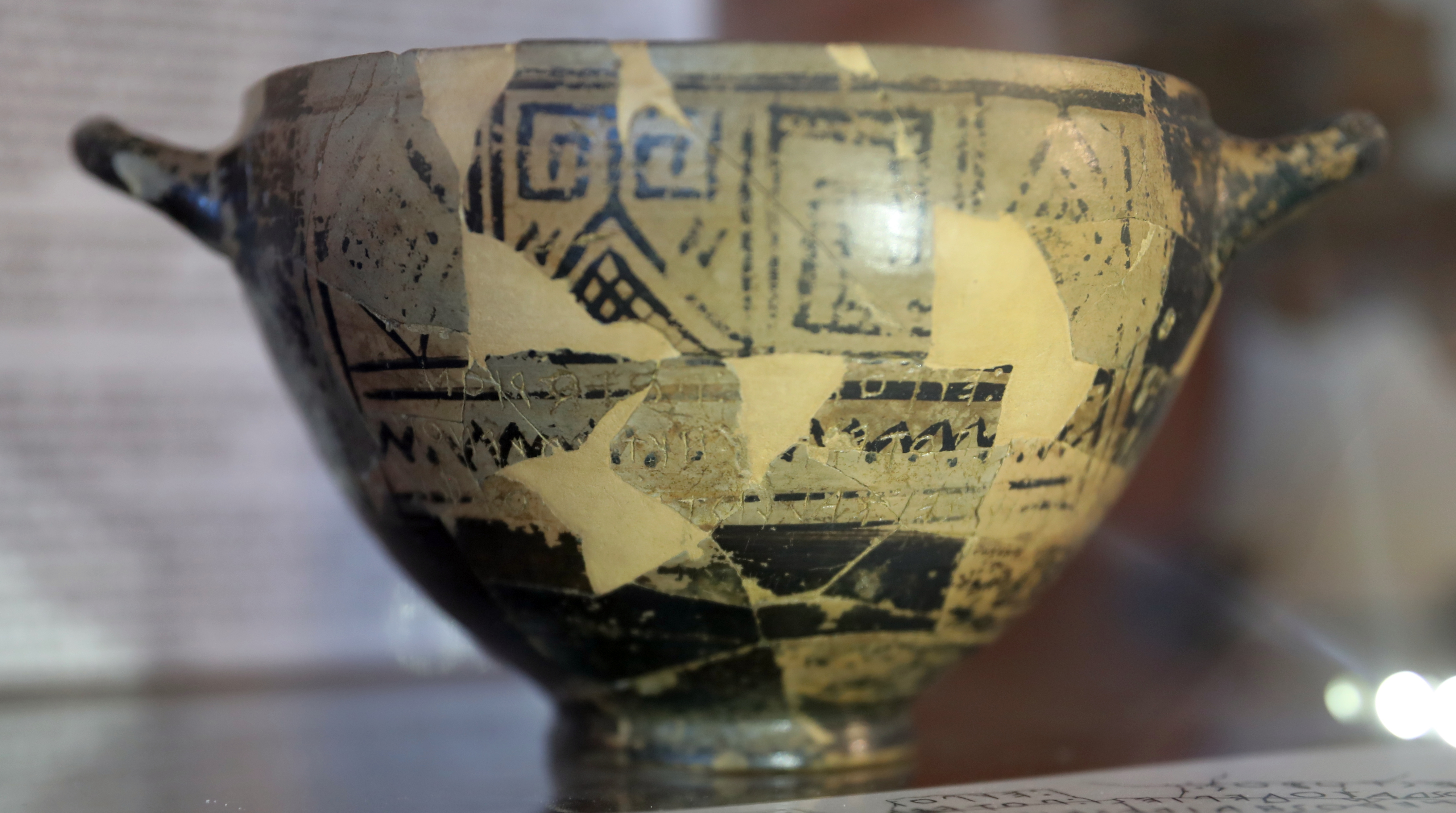
جام نستور

جام نستور یک جام شراب متعلق به قرن هشتم پیش از میلاد است که در ۱۹۵۴ در لاکو آمنو در ایسکیا، پیثاکوسای باستان، جزیره ای در خلیج ناپل (ایتالیا) کشف شد. این جام که یک کتیبه سه خطی دارد، یکی از اولین نمونه‌های برجای مانده از نوشتن با الفبای یونانی است.

## جام
این جام نوعی اسکفوس یا کوتیل  است که در قرن هشتم قبل از میلاد در رودس ساخته شده  و به سبکی هندسی تزئین شده است.  در 1954  در یک گور سوزاندن در جزیره ایسکیا، و در مکانی موسوم به پیثاکوسای باستانی یافته شد  قدمت این جام به کمی قبل از ۷۰۰ قبل از میلاد بازمی‌گردد. 
این گور به کودکی در حدود ۱۰ تا ۱۴ سالگی تعلق داشته است.  همراه با جام نستور، قطعاتی از ۲۵ گلدان دیگر،   و همچنین یک استخوان نازک‌نی نیز پیدا شده بود.  جسد را روی سطحی جدا از قبر حاضر سوزانده بودند و اجناس درون قبر را به‌طور آیینی پس از سوزاندن درون همان سطح شکسته بودند. 

## کتیبه

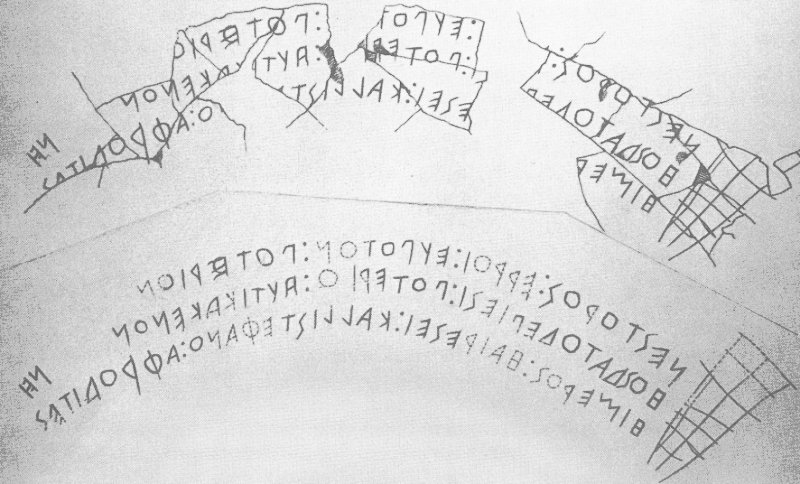
نقاشی از کتیبه جام نستور، با یک ترمیم پیشنهادی در زیر. ترمیم کلمه دوم کتیبه به عنوان ΕΡΡΟΙ توسط G. Buchner و CF Russo در اولین انتشار کتیبه پیشنهاد شد.

مرمت دیگری. در اینجا کلمه دوم با عنوان ΕΜΙ بازیابی می‌شود.

| من جام نستورم جامی سزاوار نوشیدن. هرکس از این جام بنوشد، به زیبایی آرزو کند دیهیم آفرودیت فوراً او را تصرف خواهد کرد. | Νεστορος: ε[ιμ?]ι: ευποτ[ον]: ποτεριον: ͱος δ'α<ν> τοδε π[ιε]σι: ποτερι[ο]: αυτικα κενον ͱιμερ[ος ͱαιρ]εσει: καλλιστε[φα]νο: Αφροδιτες |
| —(Faraone 1996، ص. ۷۸)                                                                                               | —(Jeffery 1963، ص. ۲۳۵) |

کتیبه‌ای سه سطری که در کنار جام نگاشته شده  یکی از قدیمی‌ترین کتیبه‌های موجود در یونان است.  این کتیبه پس از ساخت به جام اضافه شده،  و مربوط به اواخر قرن هشتم است.  این کتیبه به صورت حبابی به شکل اووبایی  حروف کوچک طراح شده است.  هر سه سطر از راست به چپ نوشته شده‌اند  – بنا به گفته میگز و لوئیس، این نگاره‌ها "در متن یونانی تقریباً بی‌نظیر هستند".  از علامت دونقطه ":" به عنوان علائم نگارشی استفاده می‌شود. 
سطر دوم و سوم در هگزامتر داکتیل است.  شکل سطر اول کمتر قطعی شده است: به صورت نثر، مثلث ایامبیک، مثلث تروائیک کاتالکتیک، یا غزل سنج خوانده شده است. 
تفسیر این کتیبه به مفهوم لاکونا در خط اول بستگی دارد: بسته به نحوه بازیابی آن، کتیبه ممکن است جام پیثاکوسای را با جام افسانه ای نستور توصیف شده در ایلیاد (ایلیاد 11.632 ff.) مقایسه کرد، یا همین جام را ه عنوان جام متعلق به نستور شناسایی کرد.  با انتشار متن اصلی کتیبه اولین احتمال پذیرفته شد.  تا سال ۱۹۷۶، هانسن نوشت که ترمیم‌های اولیه «لاکونا» حداقل کمتر از «پانزده» مورد نبوده است. تا دهه ۱۹۹۰، معمولاً تصور می‌شد که این جام در واقع همان جام نستور است.  مرمت پیشنهادی ایو گرهارد در سال ۲۰۱۱ یک بار دیگر ادعا می‌کند که این کتیبه در مقایسه با جام پیثاکوسای نمی‌تواند همان جام نستور باشد. }

## آثار ذکر شده
- Faraone, Christopher A. (1996). "Taking the "Nestor's Cup Inscription" Seriously: Erotic Magic and Conditional Curses in the Earliest Inscribed Hexameters". Classical Antiquity. 15 (1).